# Iclaprim
Iclaprim este un antibiotic din clasa pirimidinelor, posibil candidat pentru a fi utilizat în tratamentul unor infecții bacteriene cu bacterii Gram-pozitive. Calea de administrare este intravenoasă.:3 Este un inhibitor de dihidrofolat reductază.